# Oskar Ulrich
Oskar Ulrich (* 28. Januar 1862 in Hannover; † 13. Januar 1946 in Schwarmstedt) war ein deutscher Gymnasiallehrer, Heimatkundler und Autor von Standardwerken zur Geschichte der Stadt Hannover.

## Leben
Oskar Ulrich war der Bruder des hannoverschen Stadtarchivars Adolf Ulrich.
Nach dem Besuch des Lyzeums II in Hannover begann Oskar Ulrich sein Studium der klassischen Philologie und Germanistik an der Universität Göttingen und schloss dort am 14. Februar 1885 mit der Prüfung für das höhere Lehramt.
Ab 1886 war Oskar Ulrich für zwei Jahrzehnte als Lehrer an der Höheren Töchterschule III in Hannover tätig, wechselte dann jedoch im April 1906 als Direktor an die Höhere Töchterschule II. Zusätzlich übernahm er von 1907 bis 1909 das Amt des Direktors an seinem früheren Lehrbetrieb, der Höheren Töchterschule III.
Als Autor veröffentlichte Oskar Ulrich zahlreiche Werke zur Geschichte seiner Heimatstadt, darunter Biographien zum Bürgermeister Christian Ulrich Grupen oder Charlotte Kestner.
1922 wurde Ulrich von der Universität Göttingen zum Dr. h. c. ernannt.
1927 wurde Oskar Ulrich in den Ruhestand versetzt.

## Werke (unvollständig)
- Christian Ulrich Grupen, Bürgermeister der Altstadt Hannover 1692–1767. Ein Beitrag zur Geschichte des deutschen Stadtwesens im 18. Jahrhundert. In: Veröffentlichung des Vereins für Geschichte der Stadt Hannover, Ernst Geibel, Hannover 1913
- Charlotte Kestner. Ein Lebensbild, 1921

## Nachlass
Der Nachlass von Oskar Ulrich befindet sich im Stadtarchiv Hannover.